# Naissance en 1311
Naissance
- 1307
- 1308
- 1309
- 1310
- 1311
- 1312
- 1313
- 1314
- 1315

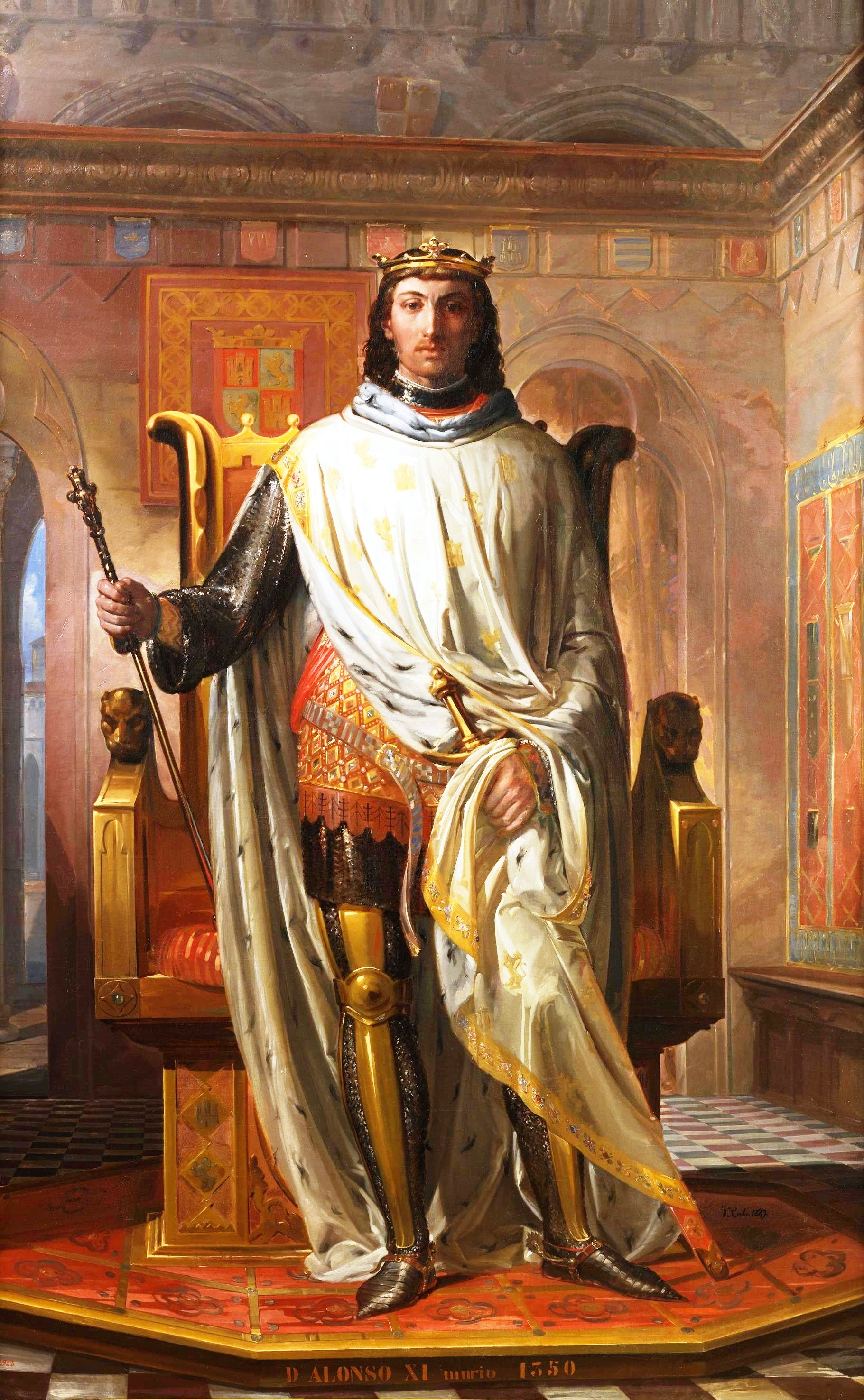
Alphonse XI de Castille, né en 1311.

Cette page dresse une liste de personnalités nées au cours de l'année 1311  :
- 28 janvier : Jeanne II de Navarre, reine de Navarre.
- 13 mars : Princesse Junshi, impératrice consort (chūgū) du Japon.
- 13 août : Alphonse XI de Castille, roi de Castille, de León, de Galice, de Tolède, de Séville, de Cordoue et de Murcie.

- Marguerite II de Hainaut, impératrice du Saint-Empire, reine de Germanie puis comtesse de Hainaut et de Hollande (sous le nom de Marguerite Ire).
- Munenaga, prince impérial japonais Shinnōke (huitième fils de l'empereur Go-Daigo), moine bouddhiste et poète de l'école poétique Nijō de l'époque Nanboku-chō.
- Pierre Ier de Bourbon, duc de Bourbon.
- Wang Dayuan, voyageur chinois.

date incertaine (vers 1311)
- Jean II de Namur, marquis de Namur.